# Agrotis significans
Agrotis significans är en fjärilsart som beskrevs av Walker 1865. Agrotis significans ingår i släktet Agrotis och familjen nattflyn. Inga underarter finns listade i Catalogue of Life.